# Uleåborgs begravningsplats
Uleåborgs begravningsplats (fi. Oulun hautausmaa) är en begravningsplats i stadsdelen Intiö i Uleåborg, Finland. Den invigdes år 1781 av kyrkoherde Carl Henrik Ståhle. Begravningsplatsen styrs av Uleåborgs evangelisk-lutherska kyrkliga samfällighet.
Bland byggnaderna märks det äldre kapell ritat av arkitekten Otto F. Holm och uppfört åren 1922–1923, och det Intiö kapell ritat av arkitekten Seppo Valjus och uppförrt åren 1972–1973.
Som på de flesta finska kyrkogårdar det finns ett hjältegravsområd på begravningsplatsen. Hjältegravsområdets minnesmärke från 1952 är planerat av Oskari Jauhiainen.